# The Broken Oath (pel·lícula de 1910)

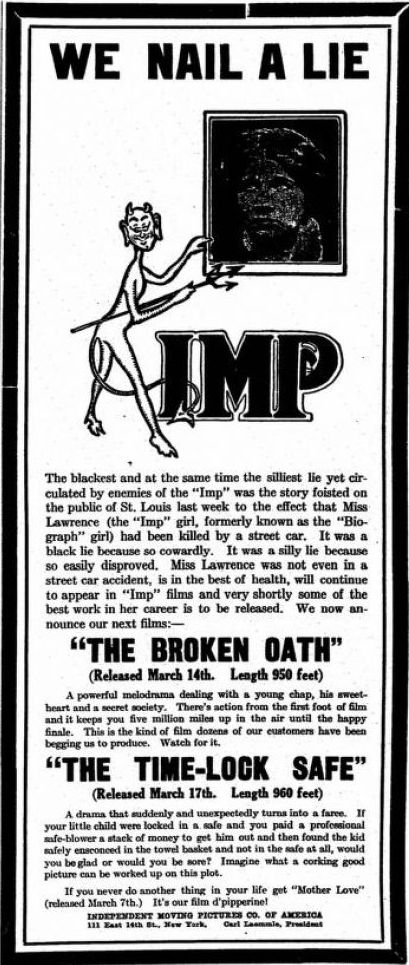
Anunci on es promociona l'aparició de Florence Lawrence en la pel·lícula "The Broken Oath"

The Broken Oath és un curtmetratge mut de la Independent Moving Pictures (IMP) dirigit per Harry Solter i protagonitzat per Florence Lawrence i King Baggot. Estrenada el 14 de març de 1910, es tracta de la primera pel·lícula que per promocionar-la es va usar el nom de la seva actriu juntament amb una foto d'aquesta per identificar-la.

## Argument
Un jove napolità s'uneix a una societat secreta després de jurar-ne fidelitat. Més endavant els caps de l'organització es proposen fer xantatge a un comerciant, però fracassen i resolen provocar la seva desaparició. Per tal de decidir qui l'eliminarà es posen boles negres i una de blanca en una bossa i cada membre ha de agafar-ne una bola. Tots treuen boles negres fins que arriba el torn del jove que agafa la bola blanca! És l'assassí escollit, i els membres de la banda es retiren de la sala.
Ell corre cap a casa de la seva estimada i li explica què ha passat: ha de mantenir la seva promesa convertint-se en un assassí. Ella li suplica que no ho faci i els seus pares també i finalment el convencen de trencar el seu jurament. Els promet que ho farà però dos membres de la societat han estat testimonis de l'escena i ho expliquen als seus caps. Des d'aquest moment, la societat trama assassinar-lo.
En el seu primer intent, l'emporten amb a una casa deshabitada. Tan bon punt és dins s'adona del perill, però massa tard. Ell queda lligat davant un mecanisme semblant a un rellotge amb una pistola que el dispararà quan la broca marqui les vuit. Afortunadament, la seva estimada s'assabenta de l'engany i, seguint diverses pistes, arriba a la casa just a temps per empènyer el rellotge quan la pistola es dispara i el salva.
Els de l'organització secreta ho tornen a intentar. Li noquegen quan camina pel carrer i se l'emporten en un cotxe. Afortunadament, un noi que el coneix ho veu i muntat en l'eix posterior del vehicle esbrina on el volen dur. El porten a una barraca on fan tots els preparatius per fer-la volar en una explosió. El noi torna a casa i li explica tot a la noia. Després diverses aventures torna a rescatar el seu amant just abans que la casa exploti amb el cap de la banda a dins.